# Gastrotheca abdita
Espèce
Statut de conservation UICN

 DD  : Données insuffisantes
Gastrotheca abdita est une espèce d'amphibiens de la famille des Hemiphractidae.

## Répartition
Cette espèce est endémique de la région d'Amazonas au Pérou. Elle se rencontre entre 2 970 et 3 330 m d'altitude dans la cordillère de Colán. 

## Publication originale
- Duellman, 1987 : Two new species of marsupial frogs (Anura: Hylidae) from Peru. Copeia, vol. 1987, no 4, p. 903–909.